# Кантина
Кантина (итал. cantina), барака, крчма, продавница; простори у предузећима и војним касарнама у којима се могу купити храна и пиће; сандук са преградама за боце са пићем; тип бара популаран у Италији, Мексику и Шпанији. Термин кантина је ушао у француски језик 1710. гдодине. (муз.) Кантина је четврта жица на вилолини. Нека врста кантинера (кантине) је и маркетендер.
1. ↑  Група аутора, Мала енциклопедија Просвета, Просвета, Београд, 1959.г.
2. 1 2   The American Heritage Dictionary of the English Language: Fourth Edition. 2000.
3. 1 2  Вујаклија М, Лексикон страних речи и израза, Просвета, Београд, 1954.г.